# Federico Gana

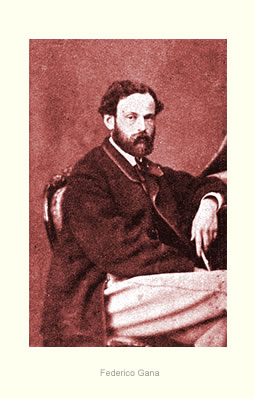
Federico Gana

Federico Gana (* 15. Januar 1867 in Santiago de Chile; † 22. April 1926 ebenda) war ein chilenischer Schriftsteller.

## Biografie
Federico Gana war Sohn von Federico Gana Munizaga und Rasario Gana Castro. Mit 14 schrieb er sein erstes Essay La prosa patética, das seiner gestorbenen Schwester Ema widmet. Federico Gana studierte Jura in der Universität in Chile. 1890 schließt er sein Jurastudium ab und im selben Jahr erschien seine erste Erzählung Pobre Vieja in der Wochenzeitung La Actualidad in Santiago. Nach seinem Studium verreiste er nach London, wo er als Diplomat der chilenischen Delegation arbeitete. Während er in Europa war, besuchte er Belgien, Frankreich und Niederlande. Sein Aufenthalt in Europa dauerte ein Jahr.
1891 kam es in Chile zum Aufstand gegen die Regierung des damaligen Präsidenten José Manuel Balmaceda Fernández. Infolgedessen kehrte Federico Gana im April 1892 nach Chile zurück und seine Karriere als Diplomat endete. Nach seiner Rückkehr begann er, die Erzählung La Señora zu schreiben.
1893 arbeitete er als Rechtsanwalt, aber wegen Krankheit musste er unterbrechen. Danach verbrachte er lange Zeit auf der Familienfarm in Linares. Dort lernte er das bäuerliche Leben aus der Nähe kennen und entwickelte Interesse an dem ländlichen Leben. Zu dieser Zeit schrieb er die kurze Erzählung Un carácter. Diese Erzählung erschien zum ersten Mal 1894 in der Zeitschrift El Año Literario unter dem Titel Por un perro. Erst 1916 erschien diese Erzählung unter dem Titel Un carácter in seinem Buch Días de campo.
1902 lernte er Blanca Subercaseaux del Río kennen. 1906 starb sein Vater und im selben Jahr heiratete er Blanca. Die beiden hatten 5 gemeinsame Kinder: Blanca, Luz, Marta, Olga und José Francisco.
Seine Erzählungen erschienen in mehreren Zeitungen und Zeitschriften. Ab 1906 begann er seine Erzählungen in der Zeitschrift Zig Zag zu publizieren. 1926 musste er ins Krankenhaus wegen Asthma. Am 22. April 1926 Federico Gana starb.

## Werke
- Días de campo (1916)
- Cuentos completos (1926)
- Manchas de color y nuevos cuentos (1934)